# معلق‌شدن قدیس‌ها در هوا

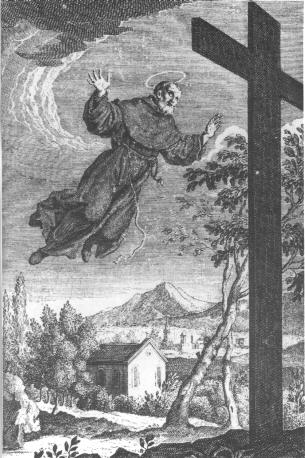
اعتقاد بر این است که یوسف کوپرتینو توانایی شناور شدن را داشته است.

معراج قدیس‌ها  قابلیتی است برای پرواز یا معلق شدن در هواست که به یک قدیس نسبت داده می‌شود. در ادبیات و منابع مرتبط با آنها از بیشتر این «قدیس‌های پرنده» یاد شده است.

## مسیحیت
توانایی معلق شدن در هوا به شخصیت‌های مسیحیت اولیه نسبت داده شد. افسانه‌ای از مرگ شمعون مجوسی در کتاب «اعمال آخرالزمان پیتر» ذکر شده است. شمعون در فروم روم جادو می‌کند و برای اینکه خدایی خود را ثابت، به هوا پرواز می‌کند. پطرس رسول از خدا می‌خواهد که پرواز او را متوقف کند و او در هوا می‌ایستد و سقوط می‌کند و پاهایش می‌شکند و در نتیجه جمعیتی که قبلاً خصمانگی ای با او نداشتند، او را سنگسار می‌کنند و می‌کشند.

## اسلام
معراج عملی است که اغلب در ادبیات اسلامی از دوران باستان تا قرون وسطی توصیف شده است. گفته می‌شود که پیامبران مقدس و اولیای اسلام پرواز کرده‌اند. کسانی دارای توانایی پرواز از آنان نام برده شده عبارتند از: محمد پیامبر، قطب الدین حیدر درویش ایرانی قرن دوازدهم، و قدیس مسلمان قرن نهم بایزید بسطامی.